# (24858) Diethelm
(24858) Diethelm est un astéroïde de la ceinture principale.

## Description
(24858) Diethelm est un astéroïde de la ceinture principale. Il fut découvert le 21 janvier 1996 à l'Observatoire d'Ondřejov par Marek Wolf et Petr Pravec. Il présente une orbite caractérisée par un demi-grand axe de 2,56 UA, une excentricité de 0,19 et une inclinaison de 3,8° par rapport à l'écliptique.

## Compléments